# هيوقو كليمون
هوغو كليمان ، ولد 7 أكتوبر 1989 في ستراسبورغ ، صحفي فرنسي وناشط في مجال رعاية الحيوان .

## الأصول والتشكيل
نجل أساتذة علم الاجتماع في الجامعة  ، ولد في ستراسبورغ  ويعيش في تولوز  ، واصل هوغو كليمان ، بعد حصوله على البكالوريا الاقتصادية والاجتماعية وسنة من الإعداد الخاص للدراسات العليا في العلوم السياسية في علوم بو تولوز حيث دخل عام 2008. خلال هذه الدراسات ، فاز في عام 2009 ، بينما كان بالفعل كاتبًا مستقلاً في La Dépêche du Midi وكذلك للكتابة الإقليمية لمدة 20 دقيقة, ، جائزة فرانسوا Chalais قصر JEUNES للصحفيين (الفئة مكتوب),.
في العام التالي ، في عام 2010 ، انضم إلى المركز 86 ترقية المدرسة العليا للصحافة في ليل (ESJ)  (نفس سنة دخول زميله المستقبلي مارتن ويل  ، والعام الذي يسبق عام بيير لو باود ، الذي سيصبح مصوره  ) ، حيث أنتج بشكل خاص خلال سنته الأولى تقريرًا عن المظاهرات في اسطنبول (بعض طلاب المدرسة يغادرون كل عام لتصوير مواضيع في الخارج).
في نهاية سنتي دراسته في ليل ، حيث كان لا يزال كاتبًا مستقلاً (على سبيل المثال لـ Nord Éclair ، حيث كان مهتمًا بإطلاق V'Lille في مدينة ليل  أو لـ Slate ، حيث قام بتغطية قضية كارلتون دي ليل  ، ولكن أيضًا لبرنامج ميدي ليبر  ) ، في عام 2012 حصل على منحة جان دارسي وحصل على عقد عمل في فرنسا 2.
بعد أن أصبح صحفيًا في فرانس 2  ، قام هوغو كليمان بتغطية النيران الحية في Maison de la Radio في عام 2014  ومطاردة منفذي هجوم شارلي إبدو في عام 2015, ؛ كان المبعوث الخاص للقناة إلى كاتماندو أثناء الزلزال النيبالي عام 2015,. كما كان حاضرًا أثناء حادث قطار Brétigny-sur-Orge. بالإضافة إلى ذلك ، أصبح مستشارًا في مدرسته السابقة .
في نهاية عام 2015 ، غادر هوغو كليمان فرنسا 2 للانضمام إلى فريق بيتي جورنال دي يان بارتاسs, (في نفس الوقت مع كاميل كروسنييه ، مر أيضًا من قبل ESJ ليل  ) ، على وجه الخصوص ، لدعم مارتن ويل في تقاريره حول العالم. وبمجرد وصوله إلى بيتي جورنال ، ميز نفسه بشكل خاص من خلال إجراء مقابلة موجزة مع الجنرال جيلبرت دينديري عبر الهاتف ، في بداية انقلاب 2015 في بوركينا فاسو. كان من أوائل الصحفيين الذين تواجدوا في الساحة أثناء احتجاز الرهائن في باتاكلان,.

## روابط خارجية
- هيوقو كليمون على موقع IMDb (الإنجليزية)